# Тиридат III
Тиридат III (вірм. Տրդատ Գ Մեծ) — цар Великої Вірменії з династії Аршакідів за правління якого 301 року християнство було проголошено державною релігією країни, в результаті чого вірменське царство стало першою Християнською державою у світі. Вшановується як святий у Вірменській Католицькій Церкві.

## Галерея

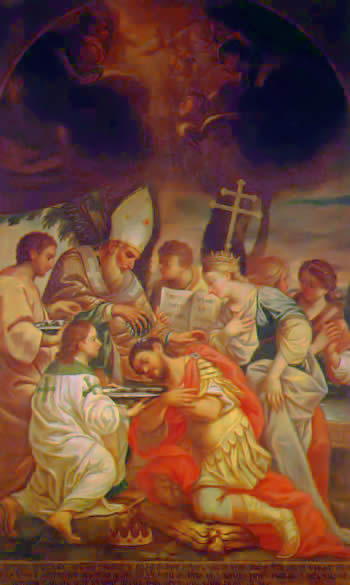
Хрещення Тиридат
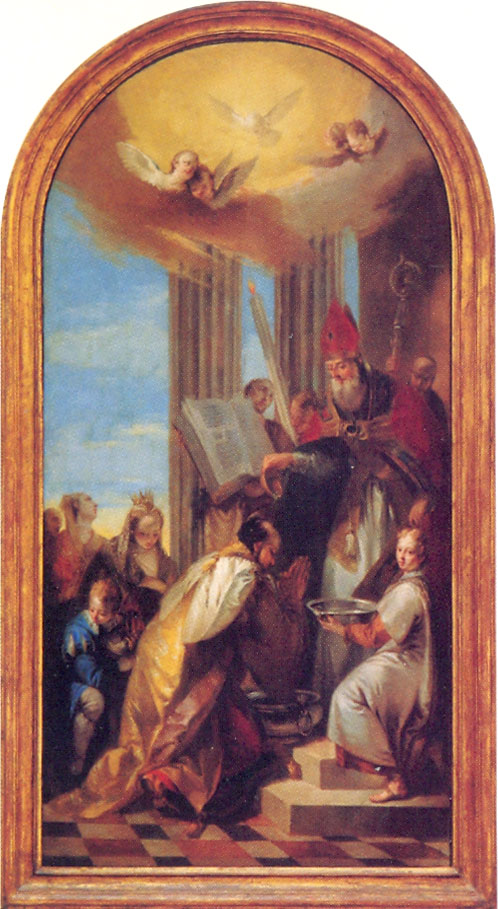
Григорій Просвітитель хрестить Тиридата
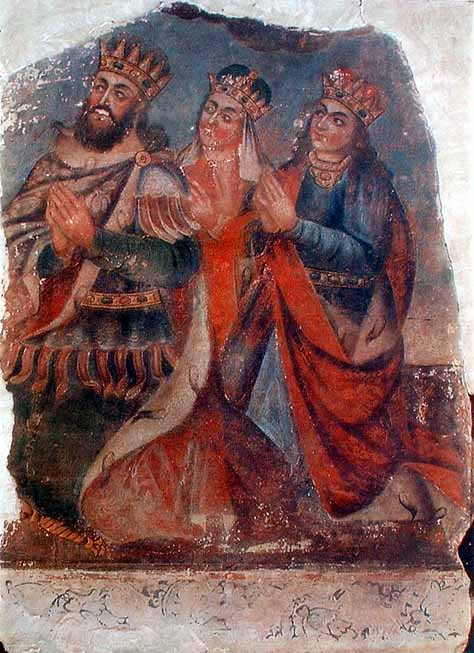
Тиридат з дружиною Ашхен та сестрою Хосровідухт